# Ханс Рьотигер
Ханс Рьотигер (на немски: Hans Röttiger) е немски офицер, служил по време на Първата и Втората световна война и като инспектор в следвоенния Бундесвер.

## Биография

#### Ранен живот и Първа световна война (1914 – 1918)
Ханс Рьотигер е роден на 16 април 1896 г. в Хамбург, Германска империя. През 1914 г. се присъединява към армията като офицерски кадет от пехотата. Участва в Първата световна война и през 1915 г. е заслужено издигнат в чин лейтенант, по време на служба в 20-и артилерийски полк.

##### Междувоенен период
След войната се присъединява към Райхсвера, където служи като офицер от батарея, адютант и началник на батарея.

#### Втора световна война (1939 – 1945)
В началото на Втората световна война, между 1939 и 1940 г. е издигнат до чин подполковник и началник на оперативния отдел на 6-и корпус. От 1940 до 1942 г. е началник-щаб на 41-ви корпус, а по-късно и на 4-та танкова армия дислокирана на Източния фронт. Между 1943 и 1944 г. заема пост началник-щаб на 4-та армия, до 1945 г. и на Група армии „А“, ръководена от ген. Йозеф Харпе. След това началник-щаб на Група армии „Ц“, дислокирана в Италия и командвана от фелдмаршал Кеселринг. На 30 януари 1945 г. издигнат в чин генерал от танковите войски.

##### Пленяване и смърт
Пленен е на 2 май 1945 г. и освободен през 1948 г. През 1950 г. е участник в срещата по обсъждането за създаване на нови отбранителни сили. През 1956 г. отново на служба в армията като генерал-лейтенант. На 21 септември 1957 г. заема пост инспектор в Бундесвера. Умира на 15 април 1960 г. в Бон, Германия, докато е в офиса си.

## Военна декорация
- Германски орден „Железен кръст“ (1914) – II (?) и I степен (?)
- Хамбургски „Ханзейски кръст“ (?)
- Германско отличие „За заслуга във Вермахта“ (?) – IV- и I степен
- Сребърни пластинки към ордена Железен кръст (?) – II (?) и I степен (?)
- Орден „Германски кръст“ (1942) – златен (26 януари 1942)